# Cronenberg (Rhénanie-Palatinat)
Pour les articles homonymes, voir Cronenberg.
Cronenberg est une municipalité de l'arrondissement de Kusel, en Rhénanie-Palatinat, dans l'ouest de l'Allemagne.